# Kassianus Bassus
Kassianus Bassus z Bytynii – żyjący prawdopodobnie w VI wieku pisarz agronomiczny. Uznaje się go za autora Geoponik, traktatu o rolnictwie, będącego w znacznej części kompilacją wyimków z dzieł wcześniejszych pisarzy, uzupełnioną o własne doświadczenia. 
Kassianus Bassus pochodził z Bitynii. Był zamożnym właścicielem ziemskim oraz uczonym (posługiwał się tytułem scholastyka). Najprawdopodobniej miał spore gospodarstwo rolne (głównie winnice i sady) w pobliżu miasta Maratonima. Miał syna o imieniu Bassus (imię syna jest wymienione we wstępach do trzech ksiąg Geoponik). 
Zebrał i zredagował wyimki z dzieł wcześniejszych pisarzy agronomicznych, uzupełniając je o uwagi wynikające z własnego doświadczenia, tworząc traktat obejmujący wszelkie ówczesne dziedziny rolnictwa. W swoim całkowicie oryginalnym kształcie nie zachował się on do czasów obecnych, znany jest jedynie z redakcji (zapewne nieznacznej) dokonanej w X wieku, za panowania Konstantyna VII Porfirogenety. 
O Kassianusie Bassusie wiadomo tylko to, co można wywnioskować z Geoponik, gdyż żaden inny zachowany przekaz go nie wspomina.